# Cuauchichinola
Cuauchichinola es una localidad del estado mexicano de Morelos. Es parte del municipio de Mazatepec.

## Toponimia
El nombre «Cuauchichinola» proviene de los términos en náhuatl: cuahuitl, árbol; chichinolli, quemado; tlan, lugar de abundancia. Su significado es «Lugar donde abundan los árboles quemados».

## Demografía
| Gráfica de evolución demográfica |
|                                  |

| Censo | Población |
| ----- | --------- |
| 1940  | 450       |
| 1950  | 746       |
| 1960  | 985       |
| 1970  | 1366      |
| 1980  | 1443      |
| 1990  | 1975      |
| 2000  | 2427      |
| 2010  | 2383      |
| 2020  | 2422      |